# Vandelainville
Vandelainville é uma comuna francesa na região administrativa de Grande Leste, no departamento de Meurthe-et-Moselle. Estende-se por uma área de 1,36 km². Em 2010 a comuna tinha 141 habitantes (densidade: 103,7 hab./km²).